# Tokopedia
PT Tokopedia je indonéská firma působící v oblasti elektronického obchodu. Byla založena v roce 2009.
Podle údajů z roku 2019 je Tokopedia největší internetové tržiště v zemi a v dubnu 2018 byl tokopedia.com šestým nejnavštěvovanějším webem v zemi (podle rankingu Alexa Internet). Patří také mezi 200 nejnavštěvovanějších webových stránek na světě.
Podle oficiálních údajů má web Tokopedia více než 90 milionů uživatelů měsíčně a přes 7 milionů registrovaných prodejců.
Zakladateli společnosti jsou William Tanuwijaya a Leontinus Alpha Edison.
Dne 17. května 2021 oznámily Tokopedia a Gojek dokončení své fúze a založily nový holding s názvem GoTo.